# Врата судьбы
«Врата судьбы» (англ. Postern of Fate) — детективный роман Агаты Кристи издан в Великобритании издательством Collins Crime Club в октябре 1973 года, и в США издательством Dodd, Mead and Company позже в этом же году, за три года до смерти писательницы.

## Сюжет
Томми и Таппенс Бересфорд, пожилые супруги, покупают старый дом в тихом английском поселке. Когда они разбирают старые книги, оставшиеся от предыдущих владельцев, Таппенс находит в одной из книг зашифрованное сообщение. Кто-то пишет, что некая Мэри Джордан «умерла не своей смертью».
Таппенс заинтересовалась этим тайным посланием. По её просьбе Томми помогает ей найти информацию о загадочной Мэри Джордан, обращаясь за помощью к своим высокопоставленным друзьям из спецслужб. Друзья предупреждают о возможной опасности для супругов, если они начнут ворошить прошлое.
Одновременно энергичная Таппенс знакомится со всеми деревенскими старожилами, пытаясь что-нибудь разузнать о местных тайнах и слухах давно минувших лет. Оказывается, что в этом посёлке много лет назад, еще в начале двадцатого века, произошла скандальная история, связанная с продажей секретных военных документов. В качестве немецкой шпионки подозревалась молодая гувернантка Мэри Джордан. Вскоре она отравилась попавшими в салат ядовитыми листьями наперстянки, что всеми было принято за несчастный случай. Однако мальчик Александр, проживавший в этом доме,  по всей видимости, узнает что-то, заставляющее его  оставить тайную записку.  В ней  он сообщает, что смерть Мэри не была случайностью и повинен в ней кто-то из живших или бывавших в доме. Вскоре маленький Александр  погибает.  
В ходе своего расследования Томми и Таппенс понимают, что давнее происшествие было чем-то большим, нежели просто деревенскими слухами, и предупреждения друзей об опасности - не пустые слова.  Даже сейчас, через много лет, кто-то не хочет  разглашения подробностей этого дела. И этот кто-то не остановится  перед новыми убийствами ради сохранения старых тайн.
Книга содержит несколько отсылок к предыдущим делам Томми и Таппенс.

## Оценки
Критики отмечают в этой книге массу повторов (даже канва сюжета напоминает повесть «Забытое убийство»), персонажи и автор повторяют одни и те же рассуждения. Первые главы романа несколько запутанны и малосодержательны, действие фактически начинается с главы 12. Значительная часть персонажей не имеет отношения к основному сюжету и друг к другу. Словарь языка Кристи в этом романе заметно беднее, чем в ранних её романах; это может свидетельствовать о первых симптомах болезни Альцгеймера, от которой она страдала в последние годы.
Литературовед Роберт Барнард кратко заметил, что последнюю книгу Агаты Кристи «лучше всего (и легче всего) забыть». Данная книга — один из немногих романов Кристи, которые никто не пытался экранизировать.